# Condado de Juneau
O Condado de Juneau é um dos 72 condados do Estado americano do Wisconsin. A sede do condado é Mauston, e sua maior cidade é Mauston. O condado possui uma área de 2 083 km² (dos quais 95 km² estão cobertos por água), uma população de 24 316 habitantes, e uma densidade populacional de 12 hab/km² (segundo o censo nacional de 2000). O condado foi fundado em 1856.